# Морское чудовище (гравюра Дюрера)

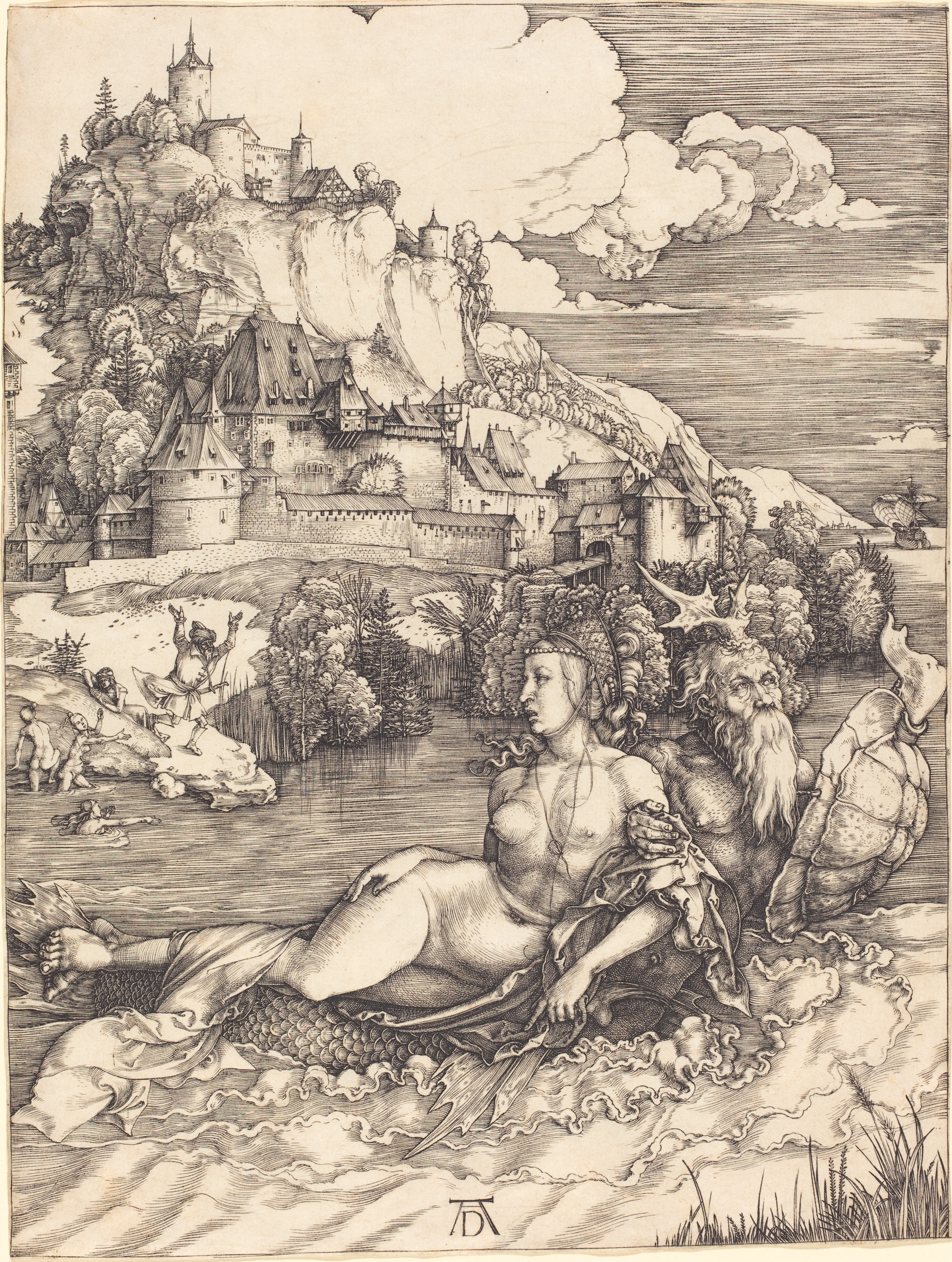
Морское чудовище, 25.2 × 18.7 cm

Морское чудовище (нем. Das Meerwunder) — гравюра на меди около 1498–1500 гг. немецкого мастера эпохи Возрождения Альбрехта Дюрера. На ней изображена пышнотелая обнажённая женщина, едущая на спине русала, существа мужского пола, являющегося получеловеком-полурыбой. У мужчины борода и рога, а нижняя часть его тела покрыта чешуёй. Женщину, по-видимому, схватили и утащили от берега реки; её спутники изображены: кто-то выбирается из воды в панике, кто-то поднимает руки в знак протеста или лежит в слезах. На женщине надет экстравагантный миланский головной убор, а её рот открыт в крике, когда она оглядывается на своих друзей вдалеке. Несмотря на то, что женщина смотрит на берег и её открытый рот, её расслабленная поза, похожая на позу Венеры, наводит некоторых критиков на мысль, что она не слишком обеспокоена своим положением.
По этой причине писатель Джонатан Джонс описал гравюру как «тревожное, чудесное изображение эротики», в то время как историк Вальтер Л. Штраус отмечает, что её похищение может быть способом узаконить её наготу. Крепость расположена на скале высоко над рекой; элементы её структуры перекликаются с нюрнбергской крепостью в одноименном городе.

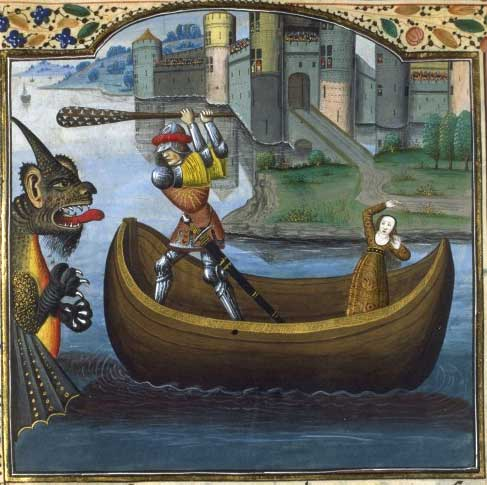
Геракл спасает Гесиону. Средневековая миниатюра, изображающая Геракла, сражающегося с морским чудовищем.

Эта гравюра является одной из ранних попыток Дюрера в области передачи анатомии и пропорций, завершённых до того, как он разработал собственные каноны человеческой красоты для «Адама и Евы» 1504 года. Изображение можно приблизительно датировать по похожему этюду обнажённой натуры, хранящемуся в Альбертине в Вене, который Дюрер подписал и датировал 1501 годом. Известная копия в стиле маньеризма была завершена около 1550 года в Германии, на ней сцена изображена в зеркальном отражении. Копия подписана Иоганном фон Эссеном.
Неизвестно, какой конкретный классический или современный рассказ Дюрер пытался проиллюстрировать; он известен тем, что синтезировал разные источники и соединял мотивы в одном образе. Похищение женщины водным богом — одна из древнейших греческих мифологических концепций и тема, которая очаровывала мужчин вплоть до эпохи Возрождения. Дюрер усложняет эту сцену тем, что женщина, кажется, не слишком расстроена своей судьбой.
Вазари дал раннее описание произведения через расплывчатое описание изображения нимфы, действие которого происходит в древнем мире. В недавних интерпретациях упоминается похищение Сциллы морским демоном Главком или похищение Гесионы чудовищем. Другие предположения сосредоточены на Анне Перенне, которая сбегает от Энея с помощью рогатого бога воды. Историк искусства Джейн Кэмпбелл Хатчисон предполагает, что миланский головной убор может относиться к королеве Лангобардов Теоделинде, которая также была похищена морским чудовищем. Рогатая, похожая на тритона фигура перекликается с описанием Поджо Браччолини морского чудовища, терроризировавшего Адриатическое побережье в начале 15 века.